# Something About U
Something About U è il terzo singolo della cantante finlandese Anna Abreu estratto dal suo secondo album Now.